# Trypomastigot

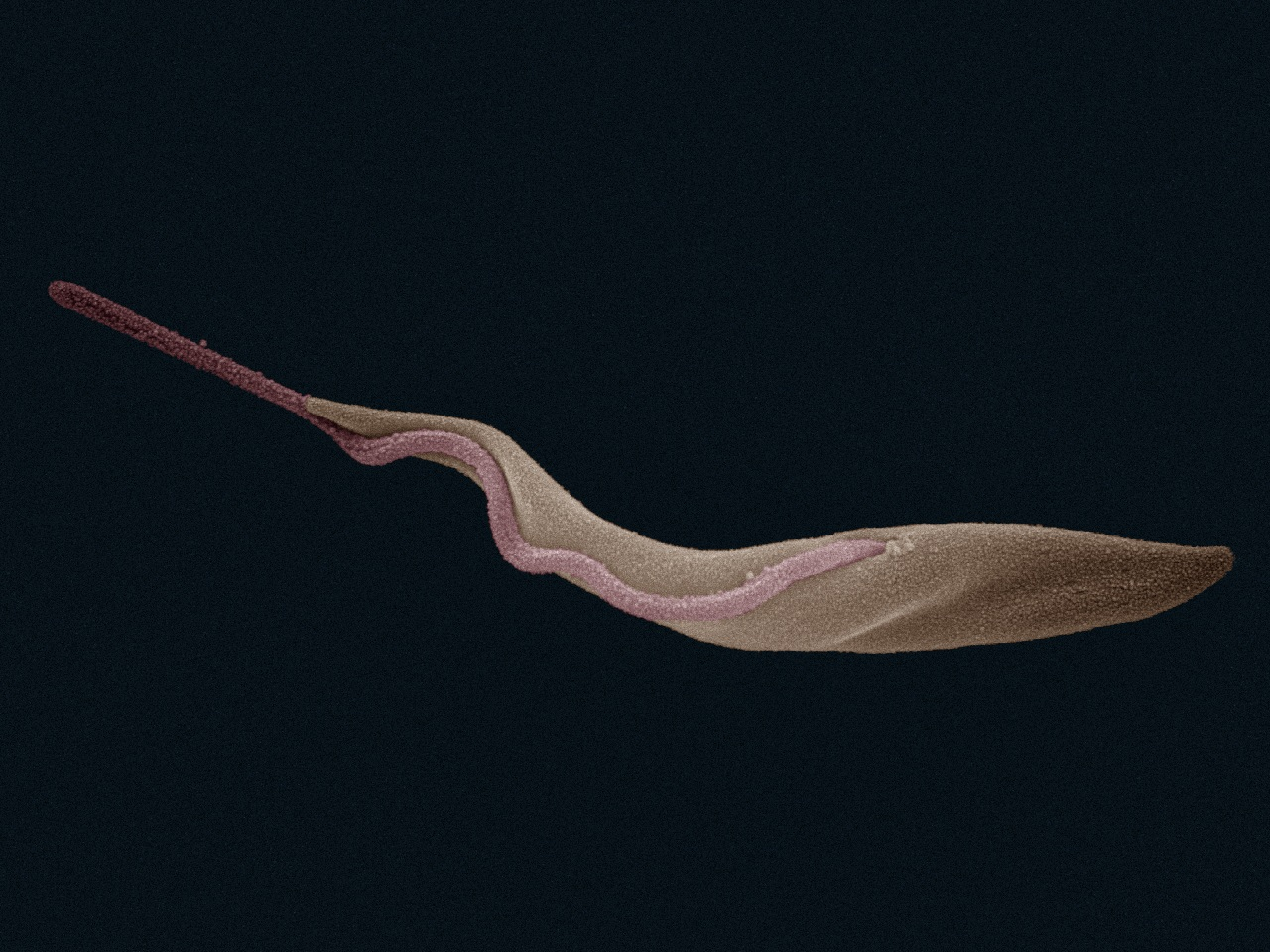
Trypomastigote Form von Trypanosoma brucei

Als trypomastigot bezeichnet man Kinetoplastea, bei denen die Geißel dem Zellkörper in gesamter Länge seitlich anliegt. Der Kinetoplast liegt im hinteren Bereich der Zelle.